# Juan Manuel Menes Llaguno
Juan Manuel Menes Llaguno (Pachuca, 1 de mayo de 1948); Fundador y miembro de número de la Academia Hidalguense de la Historia y del Consejo Estatal de la Crónica del Estado de Hidalgo. Cronista vitalicio vitalicio del Estado de Hidalgo. Presidente de la Comisión Interinstitucional para los festejos del Bicentenario en el Estado de Hidalgo.
Secretario de la Contraloría y Trasparencia Gubernamental del Estado de Hidalgo (2011-2014).

## Biografía

### Vida personal
Juan Manuel Menes Llaguno, nació el 1 de mayo de 1948 en la ciudad de Pachuca, Hidalgo., hijo de Juan Manuel Menes Fombonav y de María Luisa Llaguno González; casado con Alicia Orea de Menes, tiene dos hijos; Martha Patricia Menes Orea y Juan Manuel Menes Orea

### Formación académica
Realizó sus estudios de educación primaria en el colegio Hijas de Allende de la ciudad de Pachuca, Hidalgo (1955-1960), La secundaria en el ICLA filial de la UAEH (1961-1963), El bachillerato en la entonces Preparatoria 1 de la UAEH (1964-1966), Sus estudios profesionales en la Escuela de Derecho y Ciencias Sociales de la UAEH (1966-1970).
Fue campeón universitario de oratoria (1967), campeón estatal de oratoria (1969), destacado por su aprovechamiento en la carrera de Licenciado en Derecho, mención honorífica en su examen profesional con la tesis “Bases Doctrinales y Constitucionales de los impuestos de México”.

### Carrera profesional
Se ha desenvuelto en diferentes cargos públicos como:
- Secretario de Contraloría y Transparencia Gubernamental del Estado de Hidalgo de 2011 a 2013.
- Director general del Instituto de Estudios Legislativos del Congreso del Estado Libre y Soberano de Hidalgo, desde septiembre de 1996 hasta 2011.
- Director de la Red Estatal d Bibliotecas.
- Integrante del Consejo Estatal para la Cultura y las Artes.
- Presidente de la Sala Penal del Tribunal Superior de Justicia del Estado de Hidalgo.
- Magistrado del Tribunal Superior de Justicia del Estado de Hidalgo entre 1978 y 1986 y Presidente del mismo entre 2015 y 2018.
- Subdelegado de Turismo.
- Procurador de la Defensa del Trabajo.
- Fundador y rector de la Universidad Iberomexicana de Hidalgo
- Rector de Universidad Autónoma del Estado de Hidalgo. (1986 - 1990)
- Conductor del programa "Revelando la Historia". Radio y Televisión de Hidalgo, desde el 2009.
- Secretario de Contraloría y Transparencia Gubernamental en el Estado de Hidalgo hasta el 2013.
- Notario Público No 7 en el distrito de Tizayuca Hgo. desde 2018

Miembro fundador del Centro de Investigaciones Históricas de Hidalgo, A.C., Miembro fundador de la Academia de Historia Regional, Académico de la Academia Nacional de Historia y Geografía, Miembro fundador de ICAP, filial Hidalgo, Miembro de la Comisión de Límites del estado de Hidalgo, Miembro de la Sociedad Sorjuanista de Cultura, Miembro de la Sociedad Mexicana de Geografía y Estadística.
Por sus aportaciones históricas al estado de hidalgo, La Gran Logia Masónica del Estado de Hidalgo de AA:. LL:. y AA:. MM:.  Lo ha condecorado con una medalla al mérito facultativo así como el nombramiento de miembro honorario de esta augusta institución. Fue premiado con la Medalla Fray Barnardino de Sahagún, al mérito de la difusión de la historia en 2016 y reconocido, por la Universidad Autónoma de Hidalgo por su ejemplo a los valores Universitarios, como fundador de la Feria del Libro Universitarios en 2018.

### Gestión Rector de la UAEH
Durante la administración de Juan Manuel Menes Llaguno en agosto de 1986 la Secretaría de Agricultura y Recursos Hidráulicos donó un terreno de la antigua hacienda de Aquetzalpa, próxima a Tulancingo. En ese lugar se creó el Instituto de Ciencias Agropecuarias (ICAP).  En ese sitio se tiene el Rancho Universitario, una fábrica de productos lácteos y la fábrica de muebles.
En 1989 quedaron incorporadas a la UAEH las siguientes escuelas preparatorias: Alberto Zoebisch de Pachuca, Nicolás García de San Vicente de Acaxochitlán, Mangas de Tezontepec de Aldama, Jorge A. Berganza de Tulancingo y Ruben Licona Ruiz de Pachuca.
Se crearon importantes programas como el de Fomento a la Educación Superior (FOMES), Programa de Mejoramiento del Profesorado (PROMEP), Programa Integral de Fortalecimiento Institucional (PIFI), Programa Integral de Fortalecimiento del Postgrado (PIFOP), Fondo de Aportaciones Múltiples (FAM) y Programa Integral de Fortalecimiento de la Educación Media Superior Universitaria (PIFIEMS).

## Libros
Ha escrito alrededor de 60 libros entre los que destacan:
- Pachuca: Un tiempo y un espacio en la historia. Editorial Lito Impresos Bernal, S.A.
- Historia del poder legislativo hidalguense I (1869-2008). Editorial Congreso del Estado de Hidalgo. (Coordinador).
- Historia de las divisiones territoriales de los municipios del estado de Hidalgo. Editorial Congreso del Estado de Hidalgo.
- Historia mínima del estado de Hidalgo Año de Publicación: 2006.  Editorial Miguel Ángel Porrúa.
- Conflicto por una constitución. Editorial: Congreso del Estado de Hidalgo.
- El estado de Hidalgo cuna de la Charrería. Editorial Gobierno del Estado de Hidalgo.
- Crónicas y leyendas de Pachuca
- Real del monte el esplendor de ayer para siempre. Editorial: Gobierno del Estado de Hidalgo. (Coordinador).
- La Charrería: historia de una tradición mexicana. Editorial: Consejo Estatal para la Cultura y las Artes (CECULTAH.)
- Las haciendas de Hidalgo. Editorial: Gobierno del Estado de Hidalgo. (Coordinador).
- Si hubiera parque: biografía de Pedro María Anaya. Editorial: Instituto Nacional de Estudios de la Revolución Mexicana (INEHRM). (Coautor)
- Las pinturas murales de Ixmiquilpan. Editorial: Gobierno del Estado de Hidalgo. (Coautor)
- Monografía de la ciudad de Pachuca. Editorial: Gobierno del Estado de Hidalgo.
- Javier Rojo Gómez un hombre de este pueblo. Editorial: Gobierno del Estado de Hidalgo.
- La fuerza de la historia. Editorial: Universidad Autónoma de Hidalgo.
- Bartolomé de Medina, Un sevillano pachuqueño. Editorial: Universidad Autónoma de Hidalgo.
- Recuerdos de un estudiante. Editorial: Gobierno del Estado de Hidalgo.
- Huellas para una tradición. Editorial: Gobierno del Estado de Hidalgo.
- Estudios monográficos del convento de Actopan. Editorial: Gobierno del Estado de Hidalgo.
- Un viaje al pasado de Pachuca. Editorial: Gobierno del Estado de Hidalgo.
- Javier Rojo Gómez. Apuntes bibliográficos
- Pachuca, litografía de la ciudad que fue. Editorial Gobierno del Estado de Hidalgo.
- Breve historia de la industria en Hidalgo  Editorial (Compañía Real del Monte y Pachuca (CRMP).
- U.A.H. pasado y presente. Editorial Universidad Autónoma de Hidalgo.
- Historia de la administración de justicia del estado de Hidalgo. Editorial: Tribunal Superior de Justicia de Hidalgo.
- Fuentes para la historia de la tenencia de la tierra en el estado de Hidalgo. Editorial: Centro H. Estudios Históricos.
- Pachuca una ciudad digna de su historia . Editorial Presidencia Municipal de Pachuca.
- Tiempo de Pachuca, visión retrospectiva de 200 años de historia hidalguense  Editorial: UAHM SEP y Estado de Hidalgo. (Coautor).
- Monografías de los municipios de Huasca, El Arenal, Tolcayuca, San Salvador, Francisco I. Madero, La Misión y Progreso, Apan, Atitalaquia, Almoloya y Jaltocan del Estado de Hidalgo. ||
- Memoria que el gobernador Provisional del Estado de Hidalgo C. Juan C. Doria presenta al H. Congreso del mismo. (Nota introductoria).
- Pachuca "Un tiempo y una Historia" de la capital del Estado de Hidalgo, en el que se incluyen 450 fotografías antiguas de Pachuca. Editado por la Presidencia Municipal de Pachuca
- Tradiciones y Leyendas de Pachuca. Editorial MAP. Miguel Ángel Porrúa
- Jus Loci. Tribunales y Abogados en la Historia del Estado de Hidalgo. Editorial MAP. Miguel Ángel Porrúa.
- Entre Mercaderes y Marchantes. Historia del Comercio en Pachuca. Editado por la Cámara de Comercio de Pachuca, 2018
- Tiempos Mágicos. Historia de los primeros 25 años del Consejo Coordinador Empresarial del Estado de Hidalgo. Pachuca 2020
- El Emblemático Edificio Universitario. Historia de dos Instituciones pachuqueñas. Editorial Letras México. 2020
- La Autonomía Universitaria el caso de la Universidad Autónoma de Hidalgo un referente nacional. 2021.
- Bartolomé de Medina Impulsor de la metalurgia del siglo XVI. H Cámara de Diputados Federal. Editorial Panorama 2024.
- El doctor Antonio Peñafiel Barranco "Hidalguense distinguido" Editorial Universidad Iberomexicana de Hidalgo. 2024

## Revistas y Tv
- Conductor del programa “Revelando la historia ”. Radio y Televisión de Hidalgo. Del 2009 a la fecha.
- Conductor del programa “Latitudes de Hidalgo”. Cápsula histórica. Difusión de la Historia Hidalguense. Canal 4 televisión nacional.
- Conductor del programa “Pulso”. Cápsula histórica-política-cultural. Canal 3 Radio y Televisión de Hidalgo. Del 2003 al 2007.
- Invitado del programa de radio “Mujer y tú” con Reseñas históricas de Hidalgo. Los días viernes de cada semana. Del 5 de febrero a agosto de 2010, que se transmite por el 98.1 F.M.
- Conductor desde 2019 del programa "La Historia en voz de la Imagen en CCR TV.

También ha participado en diferentes revistas: Comentarios Histórico-jurídico al decreto de erección del estado de Hidalgo, San Miguel Regla, refugio de Romero de Terreros entre otras, y publicaciones periodísticas en los que ha participado hasta la fecha: El sol de Hidalgo”, El nuevo Gráfico, El ahuizote 2000, El popular. Actualmente escribe una columna semanal en el Diario Criterio de Hidalgo y colabora para Al día Hidalgo, diarios en línea y para la Revista Vía Libre
Conductor de los programas "Universitas" y Kronos trasmitidos por SUMA Tv 13.1 de Televisión abierta (2022 y 2024)